# スタートライン (黒川芽以の曲)
「スタートライン」は日本の女優・歌手である黒川芽以の4作目のシングル。2007年4月25日に発売。発売元は日本クラウン。

## 解説
2007年4月28日公開の『学校の階段』の主題歌で、同映画の主演である黒川芽以が歌う。

## 収録曲
全曲作詞:黒川芽以　作曲・編曲:遠藤浩二
1. スタートライン
2. コノサキノドコカ
3. こころ（演奏:黒川芽以）
4. KA・I・DAN <CDエキストラ収録>